# Huehuecanauhtlus
Huehuecanauhtlus byl rod ornitopodního hadrosauroidního dinosaura, který žil zhruba před 85 miliony let (v období santonu během svrchní křídy) na území dnešního jihu Severní Ameriky (jihozápadní Mexiko, stát Michoacán). Jde tak o nejjižnějšího objeveného bazálního hadrosauroida v Americe.

## Popis
Poměrně velký býložravý dinosaurus (délka asi 6 metrů, hmotnost kolem 1000 kg) byl na základě zkamenělin kostry popsán počátkem roku 2012 týmem vědců pod vedením paleontologa Alberta Prieto-Márqueze. Jediným známým a typovým druhem je H. tiquichensis.

## Zařazení
Blízce příbuznými rody jsou například taxony Lophorhothon, Eotrachodon nebo Gonkoken.